# Ganchosia littoralis
Ganchosia littoralis is een eenoogkreeftjessoort uit de familie van de Temoridae. De wetenschappelijke naam van de soort is voor het eerst geldig gepubliceerd in 1946 door Oliveira.